# Свети Димитър (Туминец)
Вижте пояснителната страница за други значения на Свети Димитър.
„Свети Димитър“ (на албански: Kisha e Shën Mitrit) е православна църква в Албания, край село Туминец, на границата със Северна Македония. Църквата е гробищен и енорийски храм и е разположена в центъра на селото. От 1970 година е културен паметник на Албания под № 69.